# Charles Defrémery
Charles Defrémery, né le 8 décembre 1822 à Cambrai et mort le 18 aout 1883 à Saint-Valery-en-Caux, est un orientaliste français, spécialiste d'histoire et de littérature arabe et persane.

## Biographie
Fils d’Adèle Cacheux et du notaire Pierre Defrémery, manifestant de très bonne heure une vive appétence pour les lettres savantes, il entre à Paris à l’École des jeunes de langues, qui formait les interprètes et les orientalistes. Il fait de rapides progrès en arabe, persan et turc, et sort très avancé de cette École. Il se perfectionne, de 1840 à 1842, dans la connaissance de l’arabe et du persan sous la direction de Reinaud, Caussin de Perceval, Quatremère et Jaubert, au Collège de France. Ses premiers travaux ont été consacrés à la période alors obscure de l’histoire de la Perse et de la Mésopotamie s’étendant depuis la décadence du califat de Baghdad jusqu’à l’arrivée des Mongols. 
Ses Recherches sur l’histoire politique des petites dynasties sectaires, comme les Assassins ou les Ismaéliens, qui ont joué un grand rôle pendant les croisades dans les provinces orientales de l’empire musulman. Au milieu de ces études, il recueille les éléments d’un mémoire de géographie orientale paru en 1849 dans le Journal asiatique sous le titre de « Fragments de géographes et d’historiens arabes et persans inédits relatifs aux anciens peuples du Caucase et de la Russie Méridionale. »
Travaillant, par la suite, sur le voyageur arabe Ibn Battûta, il est sélectionné par le conseil de la Société asiatique pour en donner une édition avec traduction. De 1853 à 1859, il publie, secondé par l’arabisant Beniamino Raffaello Sanguinetti, les Voyages d’Ibn Batoutah, modèle d’érudition qui reste son œuvre capitale.
Il a également contribué pour une large part à la publication par l’Académie des Inscriptions et Belles-Lettres au Recueil des historiens des croisades, à laquelle il travaillait encore peu avant sa mort. Indépendamment de ses grands travaux historiques et géographiques, il a également écrit sur les sujets les plus divers et donné de nombreux articles de critique au Journal asiatique, à l’Athenaeum français, aux Annales des voyages, et à la Revue critique, à laquelle il n’a cessé de collaborer depuis sa fondation. Il a réuni beaucoup de ces articles, antérieurs à 1854, sous le titre de Mémoires d’histoire orientale.
L’histoire littéraire de la France intéressait Defrémery, qui lisait beaucoup, et sans relâche. Élu membre de l’Académie des inscriptions et belles lettres, le 28 mai 1869, en remplacement du marquis de Laborde, il a été nommé en 1873, au Collège de France, titulaire de la chaire d’arabe qu’il occupait depuis de longues années déjà comme suppléant de Caussin de Perceval. Il était également directeur de section à l’École des hautes études, depuis la fondation de cet établissement, en 1868.
En 1879, la Société asiatique l’a choisi pour l’un de ses vice-présidents. Il a, en outre, remplacé, la même année, Guckin de Slane comme membre de la commission des impressions gratuites à l’Imprimerie Nationale. Le 2 décembre 1860, il est nommé membre-correspondant de l'Académie des sciences de Saint-Pétersbourg, au département des lettres orientales.
Malade depuis près de deux ans, après avoir subi un commencement de paralysie, sa santé s’altérait. Une nouvelle attaque l’a emporté, alors qu’il séjournait en Normandie. Mort en Normandie, sa dépouille a été ramenée à Paris où, à l’issue de ses obsèques en l’église Sainte-Clotilde, il a été inhumé au cimetière du Montparnasse.
Il était marié à Stéphanie d'Avezac, fille de l’académicien Marie-Armand d'Avezac.

## Publications
- Mirkhond, Histoire des sultans du Kharezm, texte persan, accompagné de notes historiques, géographiques et philologiques, 1842.
- Mirkhond. Histoire des Samanides, texte persan, traduit et accompagné de notes critiques, historiques et géographiques, 1845.
- Histoire des Seldjoukides et des Ismaéliens ou Assassins de l'Iran : extraits du Tarikhi Guzideh d'Hamd-Allah Mustaufi, Paris, Imprimerie nationale, 1849 (lire en ligne).
- Voyages d'Ibn Battûta, 4 vol. avec index, 1853-1859, in-8º.
- Mémoires d'histoire orientale, suivis de Mélanges de critique, de philologie et de géographie, 1854.

### Traductions
- Saʿadī (trad. Charles Defrémery, traduit du persan... et accompagné de notes historiques, géographiques et littéraires), Gulistan : ou Le parterre de roses, 1858 (lire en ligne sur Gallica).